# 稔灣
稔灣（英語：Nim Wan）原是香港新界屯門區的一個海灣和村落，在下白泥與曾咀之間，面臨深圳灣，遠眺深圳蛇口。
稔灣早年曾經被初步考慮為新機場選址之一，惟考慮到鄰近深圳，最終放棄。該海灣現時已經填平，並與附近青山操炮區的山坡組成新界西堆填區，總面積110公頃，每日可以處理約6,400噸都市及建築廢物，預計可以使用至2018年。
因為興建了堆填區的關係，一般民眾無法從龍鼓灘直接經稔灣路來往下白泥，只能改道折返龍鼓灘路經屯門、藍地、廈村、流浮山前往。而原本有百多名鄭姓原居民聚居的稔灣村已搬至掃管笏嘉才里。
2019年4月，政府提出優化稔灣一帶的交通網絡配套，進一步完善元朗及屯門的聯繫，方便市民便捷地使用區內設施。其中包括（１）將深灣路及稔灣路北段擴闊至雙線雙程行車道路、興建行車天橋拉直下白泥的稔灣路路段的彎曲走線及改善部分鴨仔坑排水系統等工程；（２）將曾角河河口填平，上建道路以貫串南北兩段稔灣路；（３）將湧浪路以北的一段稔灣路南段重新定線，改移至煤灰湖以北並沿海堤而走。

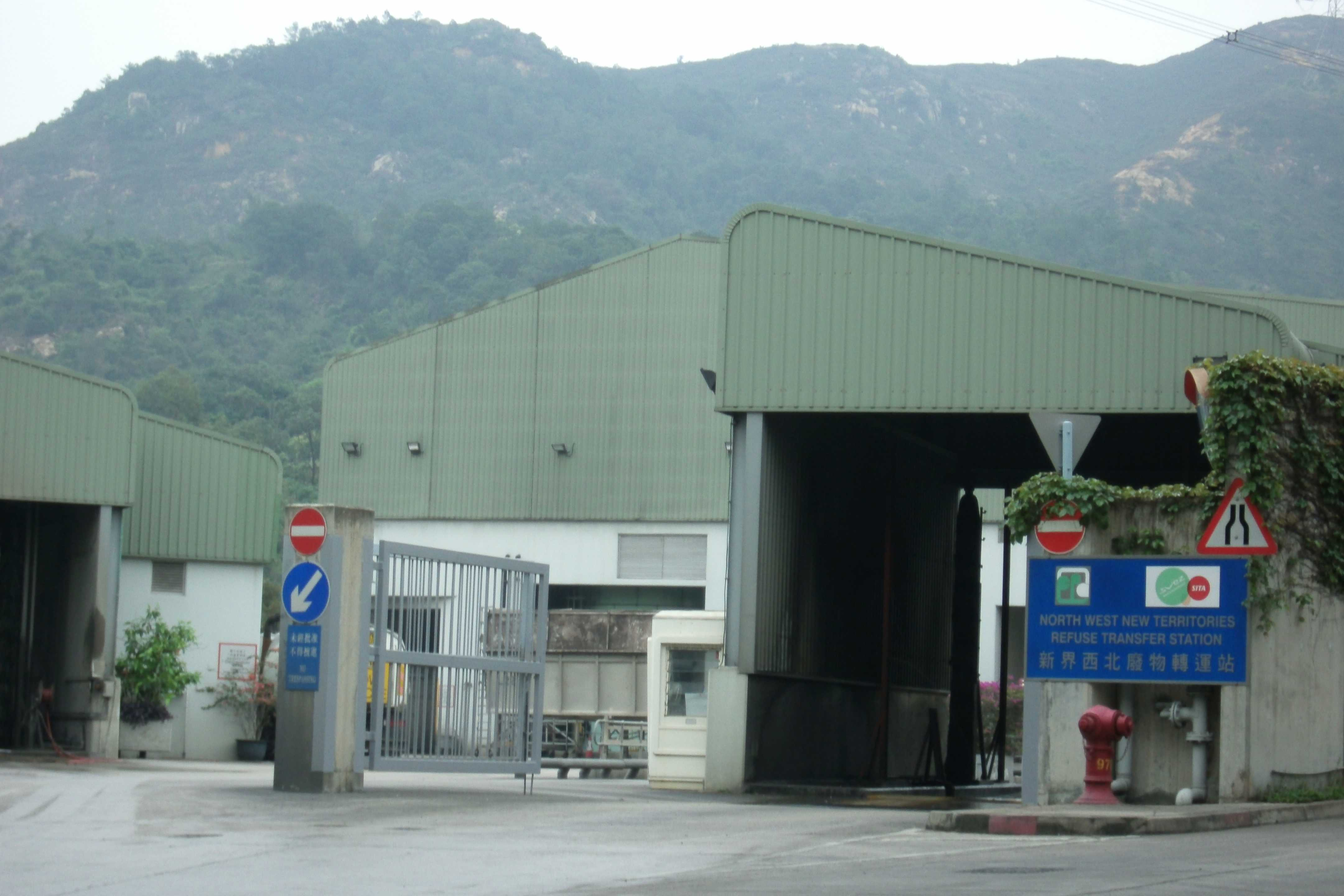
新界西北廢物轉運站，是垃圾轉往新界西堆填區的中轉站（2012年4月）
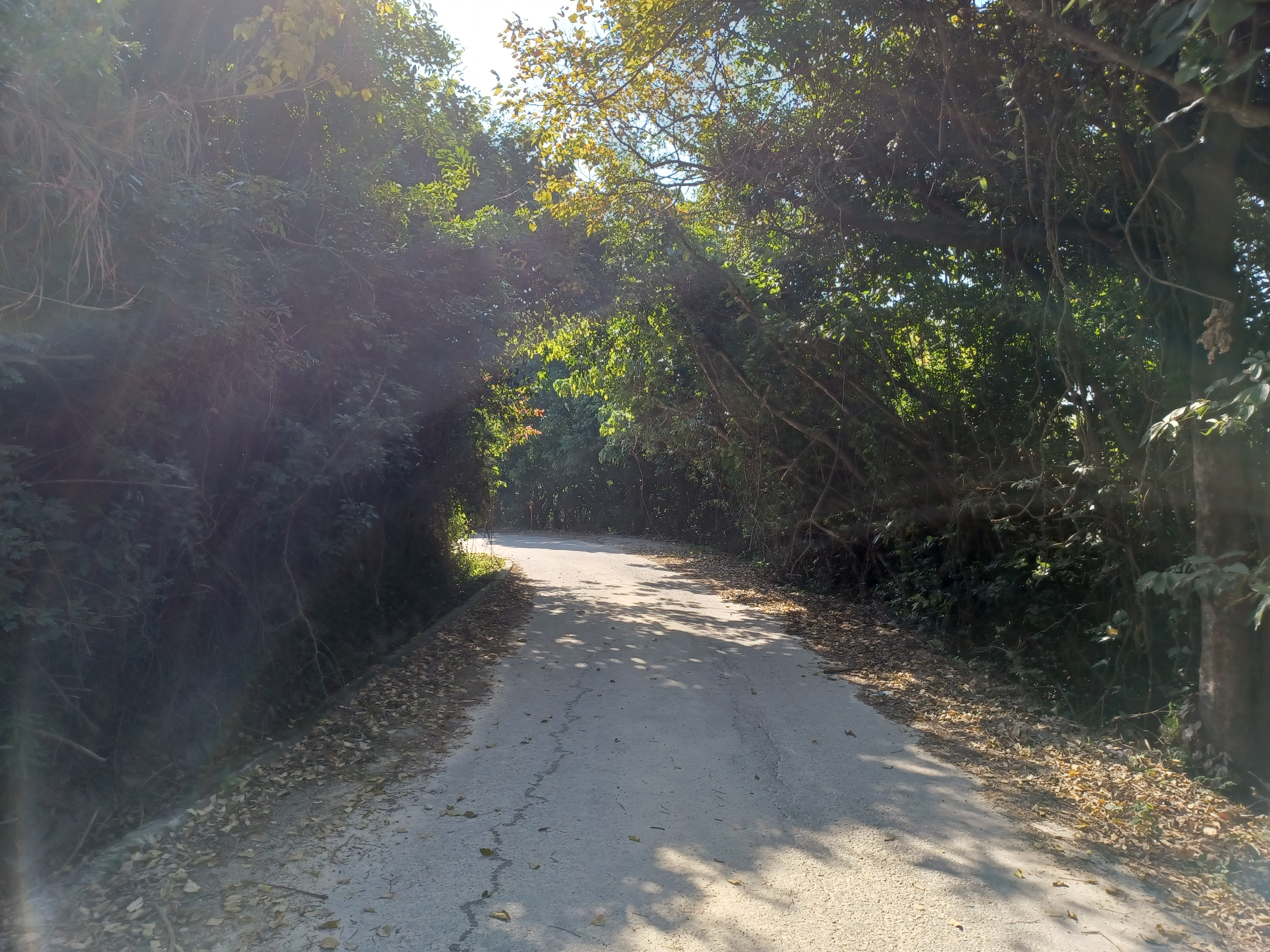
稔灣路近菠蘿山山腳（2022年12月）

## 區議會議席分佈
為方便比較，以下列表以稔灣路沿線地區為範圍。
| 範圍／年度                     | 2000-2003 | 2004-2007 | 2008-2011 | 2012-2015 | 2016-2019 | 2020-2023 |
| ------------------------------ | --------- | --------- | --------- | --------- | --------- | --------- |
| 稔灣路沿線至新界西堆填區辦事處 | 龍門選區  | 樂翠選區  | 樂翠選區  | 樂翠選區  | 樂翠選區  | 樂翠選區  |

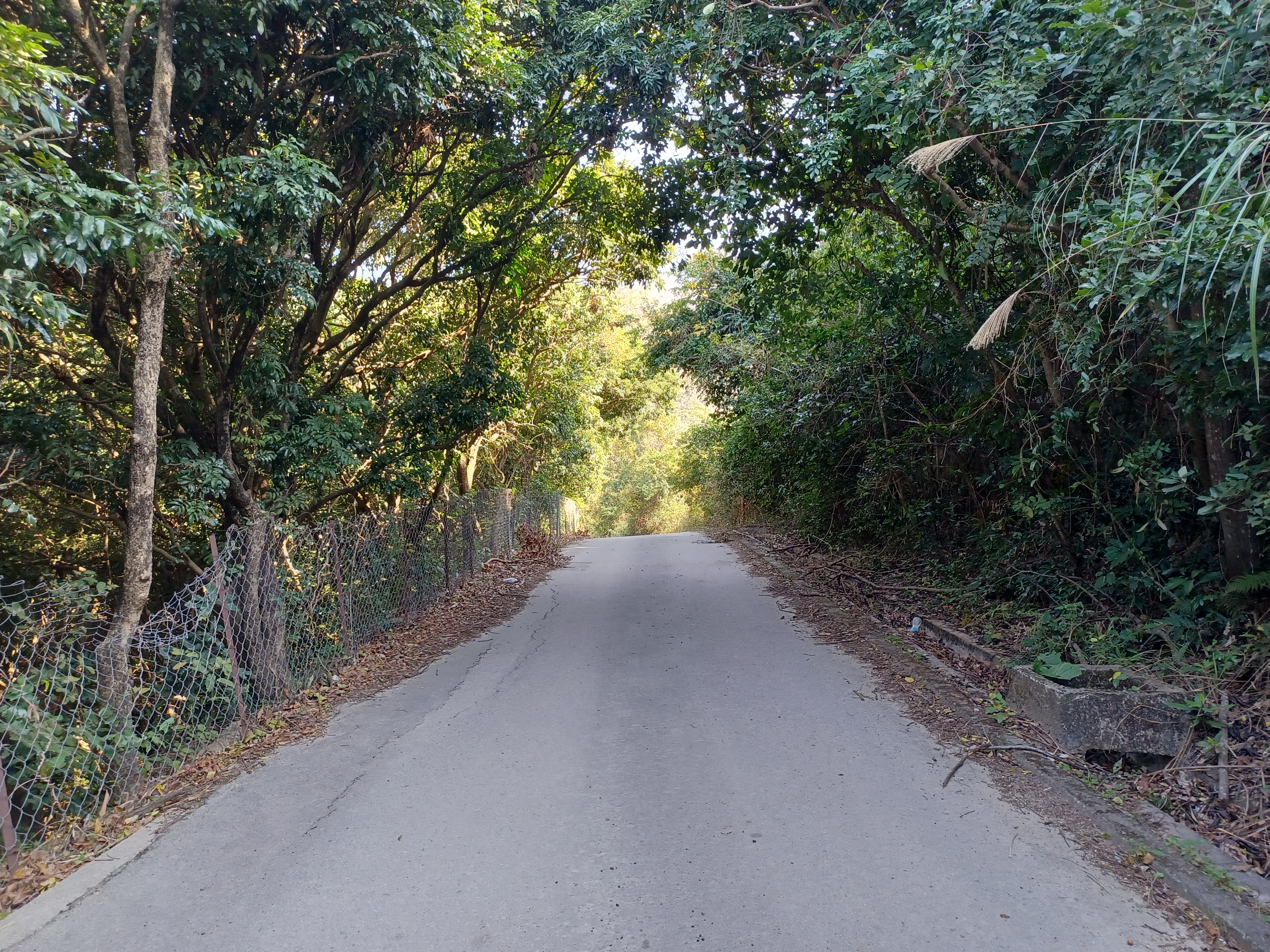
稔灣路中段

註：以上主要範圍尚有其他細微調整（包括編號），請參閱有關區議會選舉選區分界地圖及條目。而稔灣路連接下白泥沿線則屬於元朗區的廈村選區。

## 資料來源與註釋
1. ↑  .   [2009-06-07]. （原始内容存档于2020-10-21）.
2. ↑  新界西堆填區擴展計劃工程項目簡介 （页面存档备份，存于） 環境保護署
3. ↑  .   [2009-06-07]. （原始内容存档于2009-03-11）.
4. ↑  . 東方日報.   [2018-10-13]. （原始内容存档于2018-10-13）.
5. ↑  . 環境保護署. 2010-08-13  [2013-08-26]. （原始内容存档于2013-08-26）.